# Eleccions federals alemanyes de 2009
Les eleccions federals alemanyes de 2009 foren els comicis que tingueren lloc el diumenge 27 de setembre de 2009 a Alemanya per escollir els membres del Bundestag, el parlament federal del país. Les enquestes pronosticaven la victòria dels demòcrata-cristians i els liberals, i anunciaven la intenció de formar un nou govern de centredreta amb Angela Merkel com a cancellera, mentre que el seu principal adversari, Frank-Walter Steinmeier i els social-demòcrates obtindrien la derrota. Prèviament, el Partit Liberal havia governat amb els demòcrata-cristians durant el període 1982-1998, anys de govern de Helmut Kohl. Finalment el 28 d'octubre de 2009 es constituí el nou govern de coalició entre la CDU, CSU i FDP.

## Candidats
Alguns dels partits principals ja van anunciar els seus candidats principals per a les eleccions. Per la Unió Demòcrata Cristiana (CDU) serà Angela Merkel, l'actual canceller i presidenta del partit. El candidat del Partit Socialdemòcrata (SPD) serà Frank-Walter Steinmeier, actual vicecanceller i ministre d'Afers exteriors. Els Verds van anunciar que els seus candidats principals serien Renate Künast i Jürgen Trittin, actualment portaveu i viceportaveu del grup parlamentari verd. Els liberals del FDP, el partit L'Esquerra i la Unió Social Cristiana de Baviera (CSU, partit regional agermanat amb la CDU) encara no havien anunciat qui serien els seus candidats principals. No obstant això, el més probable és que siguin els actuals portaveus dels seus respectius grups al Bundestag: Guido Westerwelle (FDP), Oskar Lafontaine i Gregor Gysi (L'Esquerra). El candidat principal de la CSU podria ser Karl-Theodor zu Guttenberg, actual ministre d'Economia alemany.

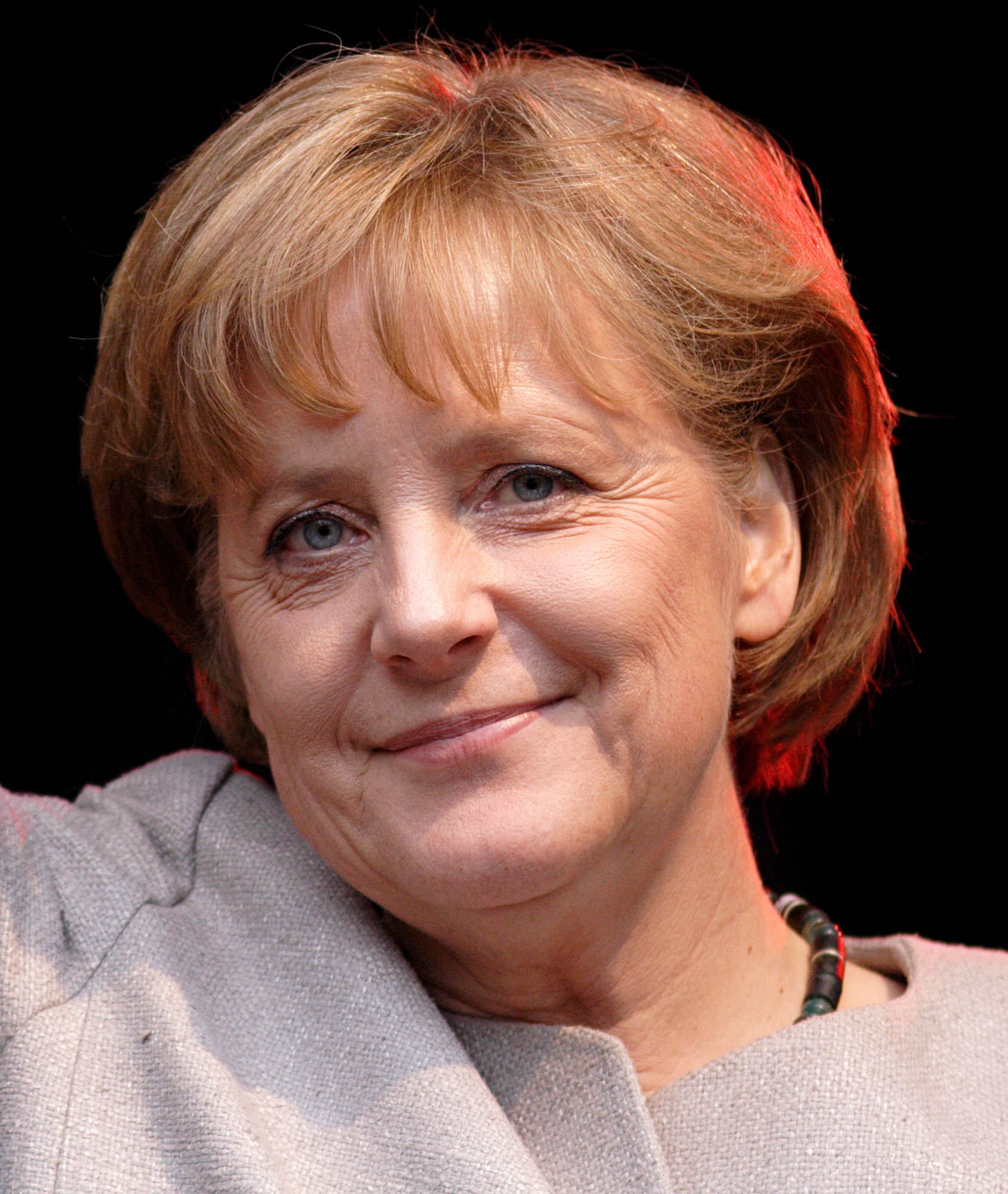
Angela Merkel
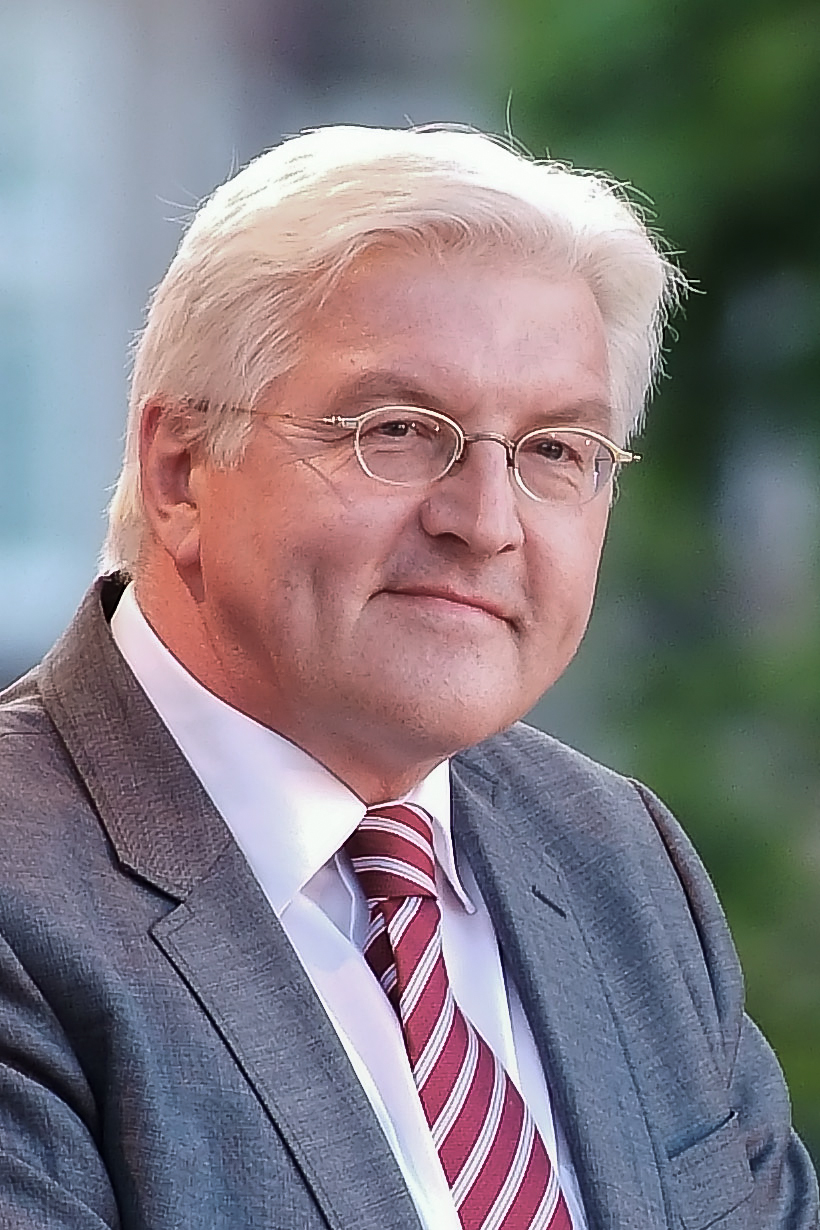
Frank-Walter Steinmeier
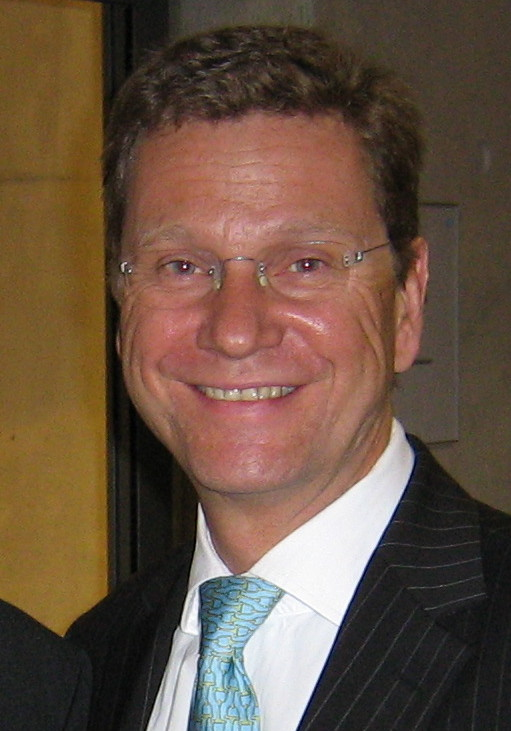
Guido Westerwelle

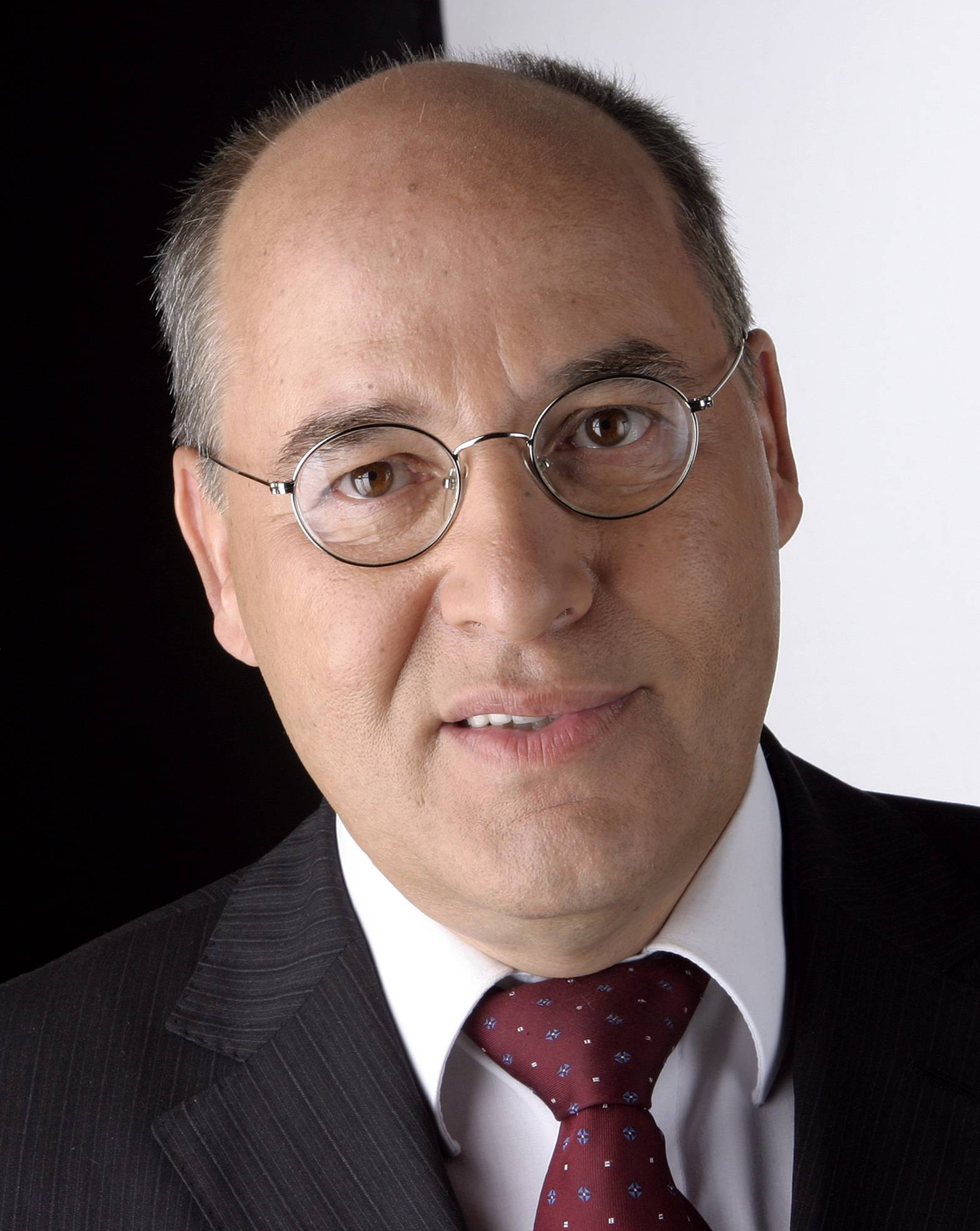
Gegor Gysi
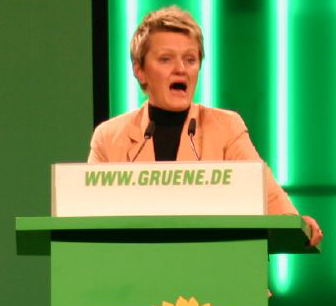
Renate Künast

## Enquestes
La CDU/CSU i el FDP, amb una intenció de vot al voltant del 50% en les enquestes preelectorals, estaven clarament per davant de l'altra coalició tradicional d'Alemanya, SPD i Verds.
| Institut                | Data       | CDU/CSU | SPD   | Verds | FDP   | Die Linke | Altres |
| ----------------------- | ---------- | ------- | ----- | ----- | ----- | --------- | ------ |
| Forschungsgruppe Wahlen | 18.09.2009 | 36%     | 25%   | 10%   | 13%   | 11%       | 5%     |
| Forsa                   | 16.09.2009 | 37%     | 24%   | 11%   | 12%   | 10%       | 6%     |
| Allensbach              | 16.09.2009 | 36%     | 22,5% | 12%   | 12,5% | 12%       | 6%     |
| Forschungsgruppe Wahlen | 11.09.2009 | 36%     | 23%   | 11%   | 14%   | 11%       | 5%     |
| Infratest dimap         | 10.09.2009 | 35%     | 23%   | 12%   | 14%   | 12%       | 4%     |
| Allensbach              | 09.09.2009 | 35%     | 22,5% | 13%   | 13%   | 11,5%     | 5%     |
| Forschungsgruppe Wahlen | 04.09.2009 | 37%     | 23%   | 11%   | 15%   | 10%       | 4%     |
| Emnid                   | 03.09.2009 | 34%     | 26%   | 11%   | 14%   | 11%       | 4%     |
| INFO GmbH               | 02.09.2009 | 35%     | 23%   | 12%   | 14%   | 11%       | 4%     |
| Allensbach              | 01.09.2009 | 35,5%   | 23%   | 13,5% | 14%   | 9,5%      | 4,5%   |
| GMS                     | 24.08.2009 | 37%     | 23%   | 13%   | 13%   | 9%        | 5%     |

## Resultats
Resultat de les eleccions al Parlament Federal Alemany (Bundestag) el 27 de setembre de 2009 
|  | Unió Demòcrata Cristiana          | 13,852,743 | 32.0 | -0.6  | 173 | +67 | 11,824,794 | 27.3 | -0.5  | 21  | -53 | 194 | +14 | 31.2 |
|  | Unió Social Cristiana de Baviera  | 3,190,950  | 7.4  | -0.9  | 45  | +1  | 2,830,210  | 6.5  | -0.9  | 0   | -2  | 45  | -1  | 7.2  |
|  | Partit Socialdemòcrata d'Alemanya | 12,077,437 | 27.9 | -10.5 | 64  | -81 | 9,988,843  | 23.0 | -11.2 | 82  | +5  | 146 | -76 | 23.5 |
|  | Partit Democràtic Lliure          | 4,075,115  | 9.4  | +4.7  | 0   | -   | 6,313,023  | 14.6 | +4.8  | 93  | +32 | 93  | +32 | 15.0 |
|  | L'Esquerra                        | 4,790,007  | 11.1 | +3.1  | 16  | +13 | 5,153,884  | 11.9 | +3.2  | 60  | +9  | 76  | +22 | 12.2 |
|  | Aliança 90/Els Verds              | 3,974,803  | 9.2  | +3.8  | 1   | -   | 4,641,197  | 10.7 | +2.6  | 67  | +17 | 68  | +17 | 10.9 |
|  | Partit Pirata Alemany             | 46,750     | 0.1  | +0.1  | 0   | -   | 845,904    | 2.0  | +2.0  | 0   | -   | 0   | -   | -    |
|  | Partit Nacional Democràtic        | 768,175    | 1.8  | -0.0  | 0   | -   | 635,437    | 1.5  | -0.1  | 0   | -   | 0   | -   | -    |
|  | Partit del Benestar Alemany       | 16,881     | 0.0  | +0.0  | 0   | -   | 230,572    | 0.5  | +0.3  | 0   | -   | 0   | -   | -    |
|  | Els Republicans                   | 30,045     | 0.1  | -0.0  | 0   | -   | 193,473    | 0.4  | -0.1  | 0   | -   | 0   | -   | -    |
|  | Partit Ecològic Democràtic        | 105,276    | 0.2  | +0.2  | 0   | -   | 132,395    | 0.3  | +0.3  | 0   | -   | 0   | -   | -    |
|  | Partit de la Família d'Alemanya   | 17,837     | 0.0  | -0.1  | 0   | -   | 120,716    | 0.3  | -0.1  | 0   | -   | 0   | -   | -    |
|  | Altres                            | 289,798    | 0.7  | +0.2  | 0   | -   | 447,094    | 1.0  | -0.2  | 0   | -   | 0   | -   | -    |
|  | Totals                            | 43,235,817 | 100  | -     | 299 | -   | 43,357,542 | 100  | -     | 323 | +8  | 622 | +8  | -    |

### Resultats per estats
| Estat                            | CDU/CSU (%) | SPD (%) | FDP (%) | L'Esquerra (%) | Verds (%) | Altres (%) |
| -------------------------------- | ----------- | ------- | ------- | -------------- | --------- | ---------- |
| Baden-Württemberg                | 34.5        | 19,3    | 18,8    | 7,2            | 13,9      | 6,3        |
| Baviera                          | 42,6        | 16,8    | 14,7    | 6,5            | 10,8      | 8,6        |
| Berlín                           | 22,8        | 20,2    | 11,5    | 20,2           | 17,4      | 7,9        |
| Brandeburg                       | 23,6        | 25,1    | 9,3     | 28,5           | 6,1       | 7,4        |
| Bremen                           | 23,9        | 30,3    | 10,6    | 14,2           | 15,4      | 5,6        |
| Hamburg                          | 27,9        | 27,4    | 13,2    | 11,2           | 15,6      | 4,7        |
| Hessen                           | 32,2        | 25,6    | 16,6    | 8,5            | 12,0      | 5,1        |
| Mecklemburg-Pomerània Occidental | 33,2        | 16,6    | 9,8     | 29,0           | 5,5       | 5,9        |
| Baixa Saxònia                    | 33,2        | 29,3    | 13,3    | 8,6            | 10,7      | 4,9        |
| Rin del Nord-Westfàlia           | 33,1        | 28,5    | 14,9    | 8,4            | 10,1      | 5,0        |
| Renània-Palatinat                | 35.0        | 23,8    | 16,6    | 9,4            | 9,7       | 5,5        |
| Saarland                         | 30,7        | 24,7    | 11,9    | 21,2           | 6,8       | 4,7        |
| Saxònia                          | 35,6        | 14,6    | 13,3    | 24,5           | 6,7       | 5,3        |
| Saxònia-Anhalt                   | 30,1        | 16,9    | 10,3    | 32,4           | 5,1       | 5,2        |
| Schleswig-Holstein               | 32,2        | 26,8    | 16,3    | 7,9            | 12,7      | 4,1        |
| Turíngia                         | 31,2        | 17,6    | 9,8     | 28,8           | 6,0       | 6,6        |

Font: Bundeswahlleiter

Resultats per constituència
Resultat per llista de partit

## Conseqüències
El 28 d'octubre de 2009 es constituí el nou govern de coalició entre la CDU, CSU i FDP encapçalat per Angela Merkel.